# ورقة القيقب الفضية الكندية
ورقة القيقب الفضية الكندية (الفرنسية: Feuille d'érable en argent canadienne) هي عملة فضية من السبائك تُصدر سنويًا من قِبل حكومة كندا منذ عام 1988. تُنتج بواسطة دار سك العملة الملكية الكندية.
ورقة القيقب الفضية عملة قانونية. قيمتها الاسمية 5 دولارات كندية. تختلف القيمة السوقية للمعدن تبعًا لسعر الفضة الفوري. يبلغ وزن الإصدار القياسي أونصة تروي واحدة (31.1 غرامًا).
يعرض وجه وظهر عملة ورقة القيقب الفضية، على التوالي، صورة تشارلز الثالث وورقة القيقب الكندية. في عام 2014، أُضيفت ميزات أمان جديدة: خطوط شعاعية وعلامة ليزر دقيقة محفورة.

## تاريخ
تُصدر حكومة كندا عملة ورقة القيقب الفضية سنويًا. طُرحت هذه العملة عام 1988 من قِبل دار سك العملة الملكية الكندية، وتبعتها أربعة إصدارات قياسية وعدة إصدارات خاصة.
يعرض وجه ورقة القيقب الفضية صورة الملكة إليزابيث الثانية حتى عام 2023. وكانت هناك ثلاث نسخ لاحقة من صورة الملكة:
- 1988 – 1989: صورة لأرنولد ماشين.
- 1990 – 2003: صورة شخصية لدورا دي بيديري هانت.
- 2004 – 2023: صورة لسوزانا بلانت.

العملات المعدنية الكندية التي ستُطرح للجمهور بدءًا من عام 2024 تحمل الآن وجهًا جديدًا لخليفتها الملك تشارلز الثالث.
- 2024 – حتى الآن: صورة للفنان ستيفن روزاتي.

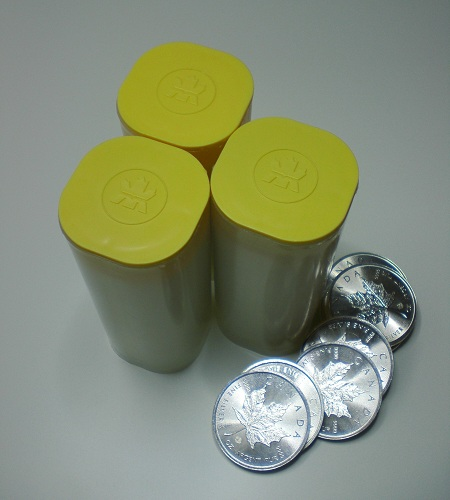
ثلاثة أنابيب تحتوي على 25 عملة معدنية مع سبع عملات معدنية

يظهر على ظهر ورقة القيقب الفضية ورقة القيقب الكندية. ظل هذا التصميم دون تغيير منذ عام 1988. في عام 2014، أُضيفت ميزات أمان جديدة: خطوط شعاعية وعلامة ليزر دقيقة محفورة. تأثر الوجه أيضًا بهذه الميزة.
تعتبر العبارات CANADA و FINE SILVER 1 OZ ARGENT PUR عناصر عالمية.
بقيمة اسمية قدرها 5 دولارات كندية، تُعتبر عملة ورقة القيقب الفضية عملة قانونية. كما أن لها قيمة سوقية تعتمد على سعر الفضة الفوري، وعادةً ما تتجاوز قيمتها الاسمية. باستثناءات قليلة وعملات سبائك دولية مماثلة، يبلغ وزن عملة ورقة القيقب الفضية أونصة تروي واحدة (31.1 غرامًا). نسبة الفضة فيها 99.99%، مما يجعلها من أرقى عملات السبائك الرسمية في العالم.
غالبًا ما تحمل عينات ورقة القيقب الفضية بقعة بيضاء حليبية اللون، تُسمى بقعة الحليب. يحدث هذا عند ترك منظف على العملة المعدنية عند دخولها فرن التلدين. تعالجت هذه المشكلة في عام 2018 مع تقديم RCM لتقنية حماية السطح "MINTSHIELD" لمنع بقع الحليب.
كانت عملة "ورقة القيقب الفضية" تُعبأ في الأصل في بلاستيك البولي إيثيلين تيريفثالات (BOPET). منذ عام 2009، ونظرًا للطلب المتزايد عليها، تُعبأ في أنابيب شبه شفافة بغطاء أصفر يحمل شعار RCM. بعض الإصدارات الخاصة تأتي بأنابيب بغطاء برتقالي، أحمر، أزرق، أزرق داكن، أو رمادي. يحتوي كل أنبوب على 25 عملة. بالإضافة إلى ذلك، تتوفر صناديق تحتوي كل منها على 20 أنبوبًا.

## سك العملة (السلسلة الرئيسية)
| سنة  | ضرب النقود | المرجع | سنة      | ضرب النقود | المرجع | سنة  | ضرب النقود | المرجع |
| ---- | ---------- | ------ | -------- | ---------- | ------ | ---- | ---------- | ------ |
| 1988 | 1,155,931  | [ 5 ]  | 1998     | 591,359    | [ 5 ]  | 2008 | 7,909,161  | [ 5 ]  |
| 1989 | 3,332,200  | [ 5 ]  | 1999     | 1,229,442  | [ 5 ]  | 2009 | 9,727,592  | [ 5 ]  |
| 1990 | 1,708,800  | [ 5 ]  | عام 2000 | 403,652    | [ 5 ]  | 2010 | 17,799,992 | [ 6 ]  |
| 1991 | 644,300    | [ 5 ]  | 2001     | 398,563    | [ 5 ]  | 2011 | 23,129,966 | [ 7 ]  |
| 1992 | 343,800    | [ 5 ]  | 2002     | 576,196    | [ 5 ]  | 2012 | 18,132,297 | [ 8 ]  |
| 1993 | 1,133,900  | [ 5 ]  | 2003     | 684,750    | [ 5 ]  | 2013 | 28,222,061 | [ 9 ]  |
| 1994 | 889,946    | [ 5 ]  | 2004     | 680,925    | [ 5 ]  | 2014 | 29,245,000 | [ 10 ] |
| 1995 | 326,244    | [ 5 ]  | 2005     | 955,694    | [ 5 ]  | 2015 | غير متوفر  |        |
| 1996 | 250,445    | [ 5 ]  | 2006     | 2,464,727  | [ 5 ]  | 2016 | غير متوفر  |        |
| 1997 | 100,970    | [ 5 ]  | 2007     | 3,526,052  | [ 5 ]  | 2017 | غير متوفر  |        |

بيع الإصدار الصادر في عام 2000 كعملة معدنية غير متداولة، لكنها تحمل علامة الألعاب النارية الخاصة عليها.
ادرج مرة أخرى في قسم العلامة الخاصة أدناه ولكنه لا يزال جزءًا أساسيًا من سلسلة السبائك القياسية.

## تذكاريات

### الذكرى السنوية
| السنة | سك العملة | فنان (عكسي)                        | الفنان (الوجه)    | الوصف                        | فف         | مجموعة |
| ----- | --------- | ---------------------------------- | ----------------- | ---------------------------- | ---------- | --- |
| 1998  | 13,533    | حفارات آر سي إم                    | درة دي بيدري هانت | 10 الذكرى الفضة مابل ليف     | $50.00     | عملة معدنية سعة 10 أونصات في دليل عكسي ، مع شهادة توثيق البرامج مصنوعة من الفضة الإسترليني ، في صندوق جلدي أسود. |
| 2003  | 28,947    | حفارات آر سي إم                    | حفارات آر سي إم   | الذكرى ال15 الفضة مابل ليف   | $1 - $5    | 5-عملة مجموعة: 1 ، 1/2 ، 1/4 ، 1/10 ، و 1/20 أوقية. صورة ثلاثية الأبعاد مابل ليف.                                |
| 2008  | 10,000    | حفارات آر سي إم                    | حفارات آر سي إم   | الذكرى ال20 الفضة مابل ليف   |            | ورقة القيقب مطلية بالذهب.                                                                                        |
| 2013  | 9,999     | أرنولد نوجي                        | سوزانا بلانت      | الذكرى ال25 الفضة مابل ليف   | $1 - $5    | 5-مجموعة عملة: 1, 1/2, 1/4, 1/10 و 1/20 أوقية.                                                                   |
| 2013  | 1,000,000 | والتر أوت (آلية التنسيق الإقليمية) | سوزانا بلانت      | الذكرى ال25 الكندية مابل ليف | $5.00      | عملة 1 أونصة. |
| 2013  | 10,000    | جان لويس سيروا                     | سوزانا بلانت      | الذكرى ال25 الفضة بيدفورت    | $5.00      | عملة 1 أونصة. |
| 2013  | 10,000    | جان لويس سيروا                     | أرنولد ماشين      | الذكرى ال25 الفضة مابل ليف   | $5.00      | عملة معدنية غير لامعة 1 أونصة مع طلاء ذهبي انتقائي على الظهر                                                     |
| 2013  | 2,000     | جان لويس سيروا                     | أرنولد ماشين      | الذكرى ال25 الفضة مابل ليف   | $50.00     | عملة معدنية غير لامعة سعة 5 أونصات مع طلاء ذهبي انتقائي على الظهر ، في صندوق ورنيش أحمر                          |
| 2013  | 2,500     | أرنولد نوجي                        | أرنولد ماشين      | الذكرى ال25 الفضة مابل ليف   | $50.00     | 5 أوقية عملة عكس دليل ، في الأحمر ورنيش مربع                                                                     |
| 2018  | 5,000     | حفارات آر سي إم                    | سوزانا بلانت      | الذكرى 30 الفضة مابل ليف     | $5.00      | 2 س 1-أوقية (الاونصة) عملة, تعديل عكس دليل وتعديل ماتي برهان (على حد سواء ث. نمط محفورة بالليزر)                 |
| 2018  | 6,000     | حفارات آر سي إم                    | سوزانا بلانت      | الذكرى 30 الفضة مابل ليف     | $10.00     | عملة 2 أونصة ، مقاومة غير لامعة معدلة (ث. نمط محفور بالليزر) ، كلاهما مطلي بالذهب                                |
| 2018  | 6,500     | بيير ليدوك                         | سوزانا بلانت      | الذكرى 30 مابل ليف الرباعية  | $3.00      | 4 عملات مربعة, دليل عكسي, كلا ق. مطلي بالذهب الوردي, كل 4 تعرض العملات المعدنية معا ورقة القيقب الكبيرة          |
| 2018  |           | حفارات آر سي إم                    | سوزانا بلانت      | الذكرى 30 الفضة مابل ليف     | $5.00      | عملة 1 أونصة |
| 2023  | 3,000     | حفارات آر سي إم                    | سوزانا بلانت      | الذكرى 35 الفضة مابل ليف     | $1 - $5.00 | 5-عملة مجموعة: 1 ، 1/2 ، 1/4 ، 1/10 ، و 1/20 أوقية. مع تقليم من الذهب الوردي ، بتاريخ مزدوج 1988-2023            |
| 2023  | 2,000     | حفارات آر سي إم                    | سوزانا بلانت      | الذكرى 35 الفضة مابل ليف     | $50        | عملة 5 أونصات مع طلاء ذهبي انتقائي على عكس معدل                                                                  |
| 2023  | 150       | حفارات آر سي إم                    | سوزانا بلانت      | الذكرى 35 الفضة مابل ليف     | $500       | عملة 5 كجم على عكس معدل                                                                                          |

## إصدارات تحمل علامات خاصة
في عام 1999، صدرت العديد من عملات القيقب الفضية بعلامة خاصة احتفالًا بالذكرى العشرين لبرنامج القيقب الملكي الكندي. وفي العام التالي، حملت العملات علامة خاصة مع ألعاب نارية ورقم 2000. كما صدرت نسخة أخرى من القيقب الفضي لإحياء ذكرى الألفية. حملت العملات تاريخين: 1999 و2000.

### الأعياد والاحتفالات
| السنة     | علامة الخصوصية                                                            | الفنان                                                            | عدد الإصدار (Mintage) | تعليق |
| --------- | ------------------------------------------------------------------------- | ----------------------------------------------------------------- | --------------------- | --- |
| 1989      | الذكرى العاشرة لـ GML                                                     | نقّاشو RCM، أرنولد ماتشين                                          | 30,000                | باعتها RCM في صندوق خشبي. لم تُدرج علامة خصوصية، بُرّاشة واحدة فقط، بدون لمسة مطفية                                                                                       |
| 1998      | 90‑عامًا على تأسيس دار سك العملة الملكية الكندية                           | Walter Ott، نقّاشو RCM                                             | 13,025                | باعتها RCM. |
| 1998      | شرطة الخيالة الملكية الكندية                                              | Walter Ott، نقّاشو RCM                                             | 25,000                | صُنعت لكندا بوست. |
| 1998      | تايتانيك                                                                  | Walter Ott، نقّاشو RCM                                             | 26,000                | صُنع لـ Dillon Gage. |
| 1999–2000 | العروض النارية (Fireworks)                                                | Walter Ott، نقّاشو RCM                                             | 298,775               | ثنائي التاريخ. كل أوراق القيقب المؤرخة 1999‑2000 تُظهر علامة خصوصية للعروض النارية بدون تاريخ داخل العلامة البيضوية.                                                    |
| 2000      | العروض النارية (Fireworks)                                                | Walter Ott، نقّاشو RCM                                             | 403,652               | كل أوراق القيقب المؤرخة 2000 تُظهر علامة خصوصية للعروض النارية مع "2000" داخل العلامة البيضوية.                                                                         |
| 2000      | معرض هانوفر                                                               | Walter Ott، نقّاشو RCM                                             | 25,000                | اشتملت على شهادة الأصالة. أُصدرت في أوروبا فقط. |
| 2004      | ألفونس ديجاردان                                                           | Walter Ott، نقّاشو RCM                                             | 15,000                | باعت بها La Caisse Populaire Desjardins |
| 2004      | يوم الإنزال (D‑Day)                                                       | Walter Ott، نقّاشو RCM                                             | 11,698                | شهادة الأصالة مُدرجة. |
| 2005      | ذكرى 60 لتحرير هولندا يوم التوليب الهولندية                               | Walter Ott، نقّاشو RCM                                             | 3,500                 | صُنع لدز ريال دَتش مينت. |
| 2005      | يوم النصر في أوروبا (VE‑Day)                                              | Walter Ott، نقّاشو RCM                                             | 7,000                 | بيعت في الولايات المتحدة عبر Jerry Morgan. |
| 2005      | يوم النصر على اليابان (VJ‑Day)                                            | Walter Ott، نقّاشو RCM                                             | 7,000                 | بيعت في الولايات المتحدة عبر Jerry Morgan. |
| 2009      | جسر برج لندن (Tower Bridge)                                               | نقّاشو RCM                                                         | 75,000                | الصادرة عبر CoinInvestDirect.com في أوروبا فقط. |
| 2009      | بوابة براندنبورغ                                                          | نقّاشو RCM                                                         | 50,000                | الصادرة عبر CoinInvestDirect.com في أوروبا فقط. |
| 2012      | برج بيزا المائل                                                           | نقّاشو RCM                                                         | 50,000                | الصادرة عبر CoinInvestDirect.com في أوروبا فقط. |
| 2012      | 100 عام على تايتانيك                                                      | نقّاشو RCM                                                         | 25,000                | أُصدرت عبر APMEX.com؛ علامة 2012 تظهر دخانًا من المداخن، علامة تايتانيك 1998 لا تظهر دخان.                                                                               |
| 2014      | معرض المال العالمي في برلين                                               | نقّاشو RCM                                                         | 7,500                 | بيعت مباشرة من Royal Canadian Mint. |
| 2014      | معرض الجمعية الأمريكية لنقود العالم في شيكاغو                             | نقّاشو RCM                                                         | 7,500                 | بيعت مباشرة من Royal Canadian Mint. |
| 2014      | حصان الحصاد القمري الصيني بختم مزدوج                                      | نقّاشو RCM                                                         | 500                   | سُكوّرت لحكومة الصين. |
| 2015      | قلب (مؤسسة Fisher House)                                                  | نقّاشو RCM                                                         | 25,000                | خطوط شعاعية لميزات أمنية مع علامة خصوصية على ورقة القيقب في أسفل يسار الوجه العكسي. بيعت عبر Rosland Capital.                                                          |
| 2015      | E=mc² (الذكرى المئوية لنظرية ألبرت أينشتاين)                              | نقّاشو RCM                                                         | 50,000                | بيعت عبر BullionExchanges.com |
| 2015      | معرض الجمعية الأمريكية لنقود العالم في شيكاغو                             | نقّاشو RCM                                                         | 5,000                 | بيعت عبر موزعي RCM الرسميين |
| 2016      | علامة Timber Wolf (إحياء سلسلة العملات الكندية للحياة البرية 2011)        | نقّاشو RCM                                                         | 50,000                | Reverse Proof؛ بيعت مباشرة من Royal Canadian Mint. هذه أول عملة ضمن مجموعة من 6 عملات                                                                                  |
| 2016      | علامة Grizzly Bear (إحياء سلسلة الحياة البرية الكندية 2011)               | نقّاشو RCM                                                         | 50,000                | Reverse Proof؛ بيعت مباشرة من Royal Canadian Mint. هذه الثانية في المجموعة                                                                                             |
| 2016      | Yin and Yang                                                              | نقّاشو RCM                                                         | 50,000                | Reverse Proof. صُدرت قبل رأس السنة الصينية 2016. |
| 2016      | علامة Panda                                                               | نقّاشو RCM                                                         | 50,000                | Reverse Proof؛ التصميم مبني على عملة الباندا الذهبية الصينية لعام 1982. صُدرت عبر APMEX.com                                                                             |
| 2016      | علامة دبابة Mark V (المملكة المتحدة) بمناسبة مرور 100 عام                 | نقّاشو RCM                                                         | 50,000                | Reverse Proof؛ صُدرت عبر Provident Metals |
| 2016      | Shamrock/نبتة البرسيم ذات أربعة أوراق                                     | نقّاشو RCM                                                         | 50,000                | Reverse Proof؛ صدرت تكريمًا للكنديين من أصل إيرلندي بمناسبة يوم القديس باتريك 2016.                                                                                     |
| 2016      | Bigfoot                                                                   | نقّاشو RCM                                                         | 50,000                | Reverse Proof؛ صدرت عبر Provident Metals ومستوحاة من فيلم Patterson‑Gimlin عن Bigfoot                                                                                  |
| 2016      | معرض الجمعية الأمريكية لنقود العالم في أناهايم، كاليفورنيا – زهرة الخشخاش | نقّاشو RCM                                                         | 6,000                 | Reverse Proof؛ صدرت لمعرض ANA Money Fair 2016 في أناهايم، كاليفورنيا، تخليدًا لزهرة الدولة في كاليفورنيا (Eschscholzia californica)                                     |
| 2017      | علامة Panda                                                               | نقّاشو RCM                                                         | 50,000                | Reverse Proof؛ سلسلة Panda Privy Maple استنادًا إلى عملة الباندا الصينية الذهبية 1983. العملة تضم ختم باندا واقف بجانب نبات البامبو؛ حصرية APMEX.com                    |
| 2017      | شعار الذكرى 150 & التواريخ الثنائية 1867‑2017                             | نقّاشو RCM                                                         | 150,000               | Reverse Proof؛ مئوية الاتحاد الكندي. علامة خصوصية على الجانب الأيسر من ساق الورقة شعار "Canada 150" الرسمي؛ وعلى الجانب الأيمن التواريخ "1867‑2017"                    |
| 2017      | علامة Cougar (إحياء سلسلة الحياة البرية الكندية 2011)                     | Pierre Leduc (واجهة عكسية)، نقّاشو RCM (الواجهة الأمامية)          | 50,000                | Reverse Proof؛ بيعت مباشرة من Royal Canadian Mint. هذه الثالثة من مجموعة 6 عملات                                                                                       |
| 2017      | علامة Moose                                                               | نقّاشو RCM                                                         | 50,000                | Reverse Proof؛ بيعت من دار سك العملة الكندية. هذه الرابعة من مجموعة 6 عملات                                                                                            |
| 2018      | علامة Pronghorn Antelope (سلسلة الحياة البرية 2011)                       | نقّاشو RCM                                                         | 50,000                | Reverse Proof؛ بيعت مباشرة من Royal Canadian Mint. هذه الخامسة من مجموعة 6                                                                                             |
| 2018      | علامة Wood Bison                                                          | نقّاشو RCM                                                         | 50,000                | Reverse Proof؛ بيعت مباشرة من Royal Canadian Mint. هذه السادسة من المجموعة                                                                                             |
| 2018      | علامة ANA: Pennsylvania Mountain Laurel                                   | نقّاشو RCM                                                         | 6,000                 | Reverse Proof؛ بُيعت في صندوق أسود من RCM مزوّد بغطاء أحمر، ويشمل شهادة أصالة                                                                                            |
| 2018      | لمبة كهربائية (سلسلة إديسون؟)                                             | نقّاشو RCM                                                         | 50,000                | Reverse Proof؛ صدرت عبر Manfra, Tordella and Brookes (MTB)? |
| 2019      | الفونوغراف (سلسلة إديسون؟)                                                | نقّاشو RCM                                                         | 50,000                | Reverse Proof؛ صدرت عبر Manfra, Tordella and Brookes (MTB)? |
| 2020      | ختم "W"                                                                   | Walter Ott (واجهه خلفية)؛ Susanna Blunt (واجهة أمامية)            | 10,000                | تقدِّم في علبة تحمل علامة RCM مع علبة “Beauty Box” سوداء. تتميز بختم "W" وتسوية Burnished. تتضمن شهادة الأصالة.                                                          |
| 2021      | ختم "W"                                                                   | Walter Ott (واجهه خلفية)؛ Susanna Blunt (واجهة أمامية)            | 8,000                 | تقدَّم بعلبة RCM مع علبة “Beauty Box” سوداء. تتميز بختم "W" وتسوية Tailored specimen. تشمل شهادة الأصالة.                                                                |
| 2024      | First Strikes: علامة Polar Bear                                           | Walter Ott، نقّاشو RCM (الخلفية)؛ Steven Rosati (الواجهة الأمامية) | 25,000                | أول سكّات Bullion سمّيت Features His Majesty King Charles III، بيعت مباشرة من Royal Canadian Mint. مغلفة في بطاقة مميّزة. يمكن رؤية علامة خصوصية دب قطبي واحد على العملة. |
| 2024      | First Strikes: علامة Congratulations                                      | Walter Ott، نقّاشو RCM (الخلفية)؛ Steven Rosati (الواجهة الأمامية) | 25,000                | أول سكّات Bullion سمّيت Features His Majesty King Charles III، بيعت مباشرة من Royal Canadian Mint. مغلفة في بطاقة مميّزة. يمكن رؤية علامة عروض نارية على العملة.          |
| 2024      | First Strikes: Year of the Dragon Privy mark                              | Walter Ott، نقّاشو RCM (الخلفية)؛ Steven Rosati (الواجهة الأمامية) | 25,000                | أول سكّات Bullion Features His Majesty King Charles III، بيعت مباشرة من Royal Canadian Mint. مغلفة في بطاقة مميّزة. يمكن رؤية التنين كعلامة خصوصية.                      |
| 2025      | Treasured Silver Maple Leaf: علامة دبّان قطبيّان                            | Walter Ott، نقّاشو RCM (الخلفية)؛ Steven Rosati (الواجهة الأمامية) | 25,000                | عملة Bullion بتشطيب خطوط شعاعية. بيعت مباشرة من Royal Canadian Mint. مغلفة في بطاقة مميّزة. تتميز بعلامة خصوصية دببتين قطبيتين.                                         |
| 2025      | Treasured Silver Maple Leaf: علامة التهاني! (Congratulations!)            | Walter Ott، نقّاشو RCM (الخلفية)؛ Steven Rosati (الواجهة الأمامية) | 25,000                | عملة Bullion بتشطيب خطوط شعاعية. بيعت مباشرة من Royal Canadian Mint. مغلفة في بطاقة مميّزة. تتميز بعلامة عروض نارية.                                                    |
| 2025      | Treasured Silver Maple Leaf: علامة Year of the Snake                      | Walter Ott، نقّاشو RCM (الخلفية)؛ Steven Rosati (الواجهة الأمامية) | 25,000                | عملة Bullion بتشطيب خطوط شعاعية. بيعت مباشرة من Royal Canadian Mint. مغلفة في بطاقة مميّزة. تتميز بعلامة ثعبان خصوصية.                                                  |

### سلسلة الأبراج (1998–2009)
| سنة      | علامة خاصة  | فنان                                         | ضرب النقود | ملاحظات خاصة                                 |
| -------- | ----------- | -------------------------------------------- | ---------- | -------------------------------------------- |
| 1998     | عام النمر   | والتر أوت، نقّاشون من الكلية الملكية للموسيقى | 25,000     | أول عملة في سلسلة الأبراج الصينية            |
| 1999     | عام الأرنب  | والتر أوت، نقّاشون من الكلية الملكية للموسيقى | 25,000     | العملة الثانية في سلسلة الأبراج الصينية      |
| عام 2000 | عام التنين  | والتر أوت، نقّاشون من الكلية الملكية للموسيقى | 25,000     | العملة الثالثة في سلسلة الأبراج الصينية      |
| 2001     | عام الثعبان | والتر أوت، نقّاشون من الكلية الملكية للموسيقى | 25,000     | العملة الرابعة في سلسلة الأبراج الصينية      |
| 2002     | عام الحصان  | والتر أوت، نقّاشون من الكلية الملكية للموسيقى | 25,000     | العملة الخامسة في سلسلة الأبراج الصينية      |
| 2003     | سنة الخروف  | والتر أوت، نقّاشون من الكلية الملكية للموسيقى | 25,000     | العملة السادسة في سلسلة الأبراج الصينية      |
| 2004     | عام القرد   | والتر أوت، نقّاشون من الكلية الملكية للموسيقى | 25,000     | العملة السابعة في سلسلة الأبراج الصينية      |
| 2005     | عام الديك   | والتر أوت، نقّاشون من الكلية الملكية للموسيقى | 15,000     | العملة الثامنة في سلسلة الأبراج الصينية      |
| 2006     | عام الكلب   | والتر أوت، نقّاشون من الكلية الملكية للموسيقى | 10,000     | العملة التاسعة في سلسلة الأبراج الصينية      |
| 2007     | عام الخنزير | والتر أوت، نقّاشون من الكلية الملكية للموسيقى | 8000       | العملة العاشرة في سلسلة الأبراج الصينية      |
| 2008     | عام الفأر   | غير متوفر                                    | 8000       | العملة الحادية عشرة في سلسلة الأبراج الصينية |
| 2009     | عام الثور   | غير متوفر                                    | 8000       | العملة رقم 12 في سلسلة الأبراج الصينية       |

### سلسلة الأبراج (2012–)
| سنة  | علامة خاصة                          | فنان             | ضرب النقود | ملاحظات خاصة                                             |
| ---- | ----------------------------------- | ---------------- | ---------- | -------------------------------------------------------- |
| 2012 | عام التنين                          | غير متوفر        | 25,000     | صدر بواسطة ' APMEX .com'                                 |
| 2013 | عام الثعبان                         | غير متوفر        | 85,000     | مصنوع خصيصًا لـ Dillon Gage.                              |
| 2014 | عام الحصان                          | غير متوفر        | 85,000     | نسخة عكسية. صُممت خصيصًا لديلون غيج.                       |
| 2014 | سنة الحصان الصينية القمرية المزدوجة | النقاشون RCM     | 500        | صُنعت لصالح بنك الشعب الصيني وبنك البناء الصيني في شنغهاي |
| 2015 | سنة الماعز                          | غير متوفر        | غير متوفر  | إثبات عكسي                                               |
| 2016 | عام القرد                           | غير متوفر        | غير متوفر  | إثبات عكسي                                               |
| 2017 | عام الديك                           | برج الحمل تشيونغ | غير متوفر  | نسخة عكسية؛ توزيع شركة Bullion Exchanges, LLC            |
| 2018 | عام الكلب                           | برج الحمل تشيونغ | غير متوفر  | نسخة عكسية؛ دار سك العملة الملكية الكندية                |
| 2019 | عام الخنزير                         | برج الحمل تشيونغ | غير متوفر  | نسخة عكسية؛ دار سك العملة الملكية الكندية                |
| 2020 | عام الفأر                           | برج الحمل تشيونغ | غير متوفر  | نسخة عكسية؛ دار سك العملة الملكية الكندية                |
| 2021 | عام الثور                           | برج الحمل تشيونغ | غير متوفر  | نسخة عكسية؛ دار سك العملة الملكية الكندية                |
| 2022 | عام النمر                           | برج الحمل تشيونغ | غير متوفر  | نسخة عكسية؛ دار سك العملة الملكية الكندية                |
| 2023 | عام الأرنب                          | غير متوفر        | غير متوفر  | نسخة عكسية؛ دار سك العملة الملكية الكندية                |

### سلسلة رائعة
| سنة  | علامة خاصة             | فنان                                      | ضرب النقود | ملاحظات خاصة |
| ---- | ---------------------- | ----------------------------------------- | ---------- | --- |
| 2006 | F12 ورقة القيقب الفضية | النقاشون في دار سك العملة الملكية الكندية | غير متوفر  | بدأ الإصدار الأول من سلسلة Fabulous باعتباره Fabulous 12 في عام 2006 - ولم تكن هناك علامة خاصة على العملة المعدنية |
| 2007 | F12 ورقة القيقب الفضية | النقاشون في دار سك العملة الملكية الكندية | 5000       | العدد الأول من سلسلة Fabulous مع العلامة الخاصة 'f12'، تم الانتهاء من العينة                                       |
| 2008 | F12 ورقة القيقب الفضية | النقاشون في دار سك العملة الملكية الكندية | 5000       | رائع 12 |
| 2009 | F12 ورقة القيقب الفضية | النقاشون في دار سك العملة الملكية الكندية | 5000       | رائع 12 |
| 2010 | F15 ورقة القيقب الفضية | النقاشون في دار سك العملة الملكية الكندية | 5000       | تم تحويل السلسلة إلى Fabulous 15 في عام 2010، العلامة الخاصة 'f15'                                                 |
| 2011 | F15 ورقة القيقب الفضية | النقاشون في دار سك العملة الملكية الكندية | 5000       | رائع 15 |
| 2012 | F15 ورقة القيقب الفضية | النقاشون في دار سك العملة الملكية الكندية | 10,000     | رائع 15 |
| 2013 | F15 ورقة القيقب الفضية | النقاشون في دار سك العملة الملكية الكندية | 10,000     | رائع 15، تم الانتهاء من السبائك بدلاً من العينة كما كان من قبل                                                      |
| 2014 | F15 ورقة القيقب الفضية | النقاشون في دار سك العملة الملكية الكندية | 10,000     | رائع 15، الانتهاء من السبائك                                                                                       |
| 2015 | F15 ورقة القيقب الفضية | النقاشون في دار سك العملة الملكية الكندية | 10,000     | عملة معدنية رائعة من فئة 15، وجه وظهر بخطوط شعاعية مثل تلك الموجودة في العملات المعدنية الشائعة الصادرة عام 2014   |
| 2016 | F15 ورقة القيقب الفضية | النقاشون في دار سك العملة الملكية الكندية | غير متوفر  | عملة معدنية رائعة من فئة 15، وجه وظهر بخطوط أمان شعاعية، ولكن لا تزال بدون علامة أمان على شكل ورقة القيقب          |

### مجموعات
| سنة       | وصف | فنان | ضرب النقود | تعليق |
| --------- | --- | --- | ---------- | --- |
| 2003      | مجموعة الهولوغرام | دورا دي بيدري هانت | 30,000     | مجموعة من 5 عملات معدنية - 1 أونصة، 1/2 أونصة، 1/4 أونصة، 1/10 أونصة، 1/20 أونصة |
| 2004      | مجموعة علامة خاصة | موظفو الكلية الملكية للموسيقى | 25,000     | مجموعة من 5 عملات معدنية – 1 أونصة، أونصة، 1/10 أونصة، 1/20 أونصة. كل عملة تحمل شعار RCM. |
| 2004      | مجموعة الأبراج | موظفو الكلية الملكية للموسيقى | 5000       | مجموعة من 12 عملة معدنية - تحمل كل عملة في المجموعة أحد أبراج الأبراج الاثني عشر. بتكليف من يونيفرسال كوينز من أوتاوا، كندا. |
| 2004-2005 | إرث الحرية | موظفو الكلية الملكية للموسيقى | 4,200      | مجموعة مكونة من 4 عملات معدنية - أول ربع عملة خشخاش ملونة (2004) مع 3 عملات معدنية من الفضة عيار 9999 بوزن أونصة واحدة: يوم النصر في أوروبا (2005)، ويوم النصر على اليابان (2005)، ويوم النصر في ألمانيا (2004).                                                         |
| 2010      | مجموعة أوراق القيقب الأولمبية                                                                                                  | غير متوفر | 4000       | مجموعة من ثلاث عملات معدنية (2008، 2009، 2010) - 3 عملات معدنية × ١ أونصة، تأتي في علبة خشبية قياسية. كل عملة مطلية جزئيًا بالذهب من الخلف. |
| 2013      | مجموعة أوراق القيقب الفضية الفاخرة - الذكرى السنوية الخامسة والعشرين                                                           | أرنولد نوجي | 9,999      | مجموعة من 5 عملات معدنية – 1 أونصة، أونصة، أونصة، 1/10 أونصة، 1/20 أونصة. |
| 2014      | مجموعة كسور من الفضة الخالصة - ورقة القيقب                                                                                     | أرنولد نوجي | 9,999      | مجموعة من 5 عملات معدنية – 1 أونصة، أونصة، أونصة، 1/10 أونصة، 1/20 أونصة. |
| 2015      | مجموعة كسور من الفضة الخالصة - ورقة القيقب                                                                                     | ليليان كولومب | 9,999      | مجموعة من 5 عملات معدنية – 1 أونصة، أونصة، أونصة، 1/10 أونصة، 1/20 أونصة. |
| 2016      | مجموعة من خمس عملات فضية خالصة - عهد تاريخي                                                                                    | دونا كريكلي | 7,500      | مجموعة من 5 عملات معدنية – 1 أونصة، أونصة، أونصة، 1/10 أونصة، 1/20 أونصة. |
| 2017      | مجموعة من 4 عملات فضية - تحية ورقة القيقب                                                                                      | ستان ويتن، كبير النقّاشين في الكلية الملكية للموسيقى                                                                                     | 5,500      | مجموعة مكونة من 4 عملات معدنية: 1 أونصة، 1/2 أونصة، 1/4 أونصة، 1/10 أونصة. |
| 2024      | مجموعة أوراق القيقب الثمينة: مجموعة من 3 عملات معدنية (سبائك فاخرة)                                                            | والتر أوت (الوجه الخلفي)، 2022 - سوزانا بلانت (الوجه الأمامي)، 2023 - سوزانا بلانت (الوجه الأمامي)، 2024 - ستيفن روزاتي (الوجه الأمامي) | 5,500      | مجموعة من ثلاث عملات معدنية، وزن كل منها أونصة واحدة. تُظهر هذه المجموعة انتقال التماثيل على وجهيها - من السنة الأخيرة من حكم الملكة إليزابيث الثانية (2022) إلى فترة انتقالية (2023)، وتقديم تمثال جلالة الملك تشارلز الثالث الجديد (2024). مُغلَّف في مجلد العرض التقديمي. |
| 2025      | مجموعة مكونة من 5 عملات معدنية من الفضة الخالصة بنسبة 99.99% - احتفل بالذكرى الستين لعلم كندا. مجموعة مكونة من 5 عملات معدنية. | ماري إيلين كوسون (العكس)، أرنولد ماشين (الوجه)                                                                                          | 3,500      | مجموعة من 5 عملات معدنية - 1 أونصة، أونصة، أونصة، 1/10 أونصة، 1/20 أونصة. عملة معدنية وزنها أونصة واحدة مطلية بطلاء يشبه المينا وعلامة خاصة مكتوب عليها "كندا" بدقة. مطلية بطبقة خارجية مقاومة للخدش. معبأة في علبة سوداء مع علبة تجميل سوداء.                           |

## إصدارات ذات مواضيع متعلقة بالطبيعة

### مجموعات من أربع عملات فضية نقية جزئية
| سنة  | وصف                | فنان          | ضرب النقود | وصف |
| ---- | ------------------ | ------------- | ---------- | --- |
| 2004 | ثعلب القطب الشمالي | كلود دانجيلو  | 13,694     | مجموعة من 4 عملات معدنية - 1 أونصة، 1/2 أونصة، 1/4 أونصة، 1/10 أونصة - صورة عكسية مختلفة على كل عملة معدنية  |
| 2005 | الوشق              | مايكل دوماس   | 15,000     | مجموعة من 4 عملات معدنية - 1 أونصة، 1/2 أونصة، 1/4 أونصة، 1/10 أونصة - صورة عكسية مختلفة على كل عملة معدنية  |
| 2015 | النسر الأصلع       | ديريك سي ويكس | 7,500      | مجموعة من 4 عملات معدنية - 1 أونصة، 1/2 أونصة، 1/4 أونصة، 1/10 أونصة - نفس الصورة العكسية على كل عملة معدنية |
| 2016 | الذئب              | بيير ليدوك    | 7,500      | مجموعة من 4 عملات معدنية - 1 أونصة، 1/2 أونصة، 1/4 أونصة، 1/10 أونصة - نفس الصورة العكسية على كل عملة معدنية |

### سلسلة الحياة البرية الكندية
| سنة  | وصف               | فنان             | ضرب النقود | وصف                                                                                        |
| ---- | ----------------- | ---------------- | ---------- | ------------------------------------------------------------------------------------------ |
| 2011 | ذئب الخشب الفضي   | ويليام وودروف    | مليون      | عملة معدنية وزنها أونصة واحدة. لم تُصدر الهيئة الملكية للطوابع أي نسخ تجريبية لهذه السلسلة. |
| 2011 | الدب الفضي        | ويليام وودروف    | مليون      | عملة 1 أونصة                                                                               |
| 2012 | كوغار فضي         | ويليام وودروف    | مليون      | عملة 1 أونصة                                                                               |
| 2012 | الموظ الفضي       | ويليام وودروف    | مليون      | عملة 1 أونصة                                                                               |
| 2013 | الظباء الفضية     | إميلي س. دامسترا | مليون      | عملة 1 أونصة                                                                               |
| 2013 | بيسون الخشب الفضي | إميلي س. دامسترا | مليون      | عملة 1 أونصة                                                                               |

### سلسلة الطيور الجارحة
| سنة  | وصف                           | فنان             | ضرب النقود | وصف                                                                                |
| ---- | ----------------------------- | ---------------- | ---------- | ---------------------------------------------------------------------------------- |
| 2014 | صقر الشاهين الفضي (دليل)      | إميلي س. دامسترا | 20,000     | عملة معدنية وزنها أونصة واحدة. نسخة مصقولة تُباع مباشرةً من المكتبة الملكية الكندية. |
| 2014 | صقر الشاهين الفضي (سبائك)     | إميلي س. دامسترا | مليون      | عملة معدنية وزنها أونصة واحدة. إصدار سبائك عادي للعملة القانونية                   |
| 2014 | النسر الأصلع الفضي (دليل)     | إميلي س. دامسترا | 7,500      | عملة معدنية وزنها أونصة واحدة. نسخة مصقولة تُباع مباشرةً من المكتبة الملكية الكندية. |
| 2014 | النسر الأصلع الفضي (سبائك)    | إميلي س. دامسترا | مليون      | عملة معدنية وزنها أونصة واحدة. إصدار سبائك عادي للعملة القانونية                   |
| 2015 | صقر فضي أحمر الذيل (سبائك)    | إميلي س. دامسترا | مليون      | عملة معدنية وزنها أونصة واحدة. إصدار سبائك عادي للعملة القانونية                   |
| 2015 | بومة قرناء فضية كبيرة (سبائك) | إميلي س. دامسترا | مليون      | عملة معدنية وزنها أونصة واحدة. إصدار سبائك عادي للعملة القانونية                   |

### سلسلة المفترس
| سنة  | وصف         | فنان             | ضرب النقود | وصف                                                              |
| ---- | ----------- | ---------------- | ---------- | ---------------------------------------------------------------- |
| 2016 | كوغار فضي   | إميلي س. دامسترا | مليون      | عملة معدنية وزنها أونصة واحدة. إصدار سبائك عادي للعملة القانونية |
| 2017 | الوشق الفضي | إميلي س. دامسترا | 500,000    | عملة معدنية وزنها أونصة واحدة. إصدار سبائك عادي للعملة القانونية |
| 2018 | الذئب الفضي | إميلي س. دامسترا | 300,000    | عملة معدنية وزنها أونصة واحدة. إصدار سبائك عادي للعملة القانونية |
| 2019 | الدب الفضي  | إميلي س. دامسترا | 500,000    | عملة معدنية وزنها أونصة واحدة. إصدار سبائك عادي للعملة القانونية |

### سلسلة القطب الشمالي الكندي 1½ أونصة
| سنة  | وصف                              | فنان               | ضرب النقود | وصف                                                       |
| ---- | -------------------------------- | ------------------ | ---------- | --------------------------------------------------------- |
| 2013 | الدب القطبي الفضي (دليل)         | جيرمين أرناكتاويوك | 17,500     | نسخة تجريبية تباع مباشرة من RCM. 1 عملة معدنية بوزن أونصة |
| 2013 | الدب القطبي الفضي (سبائك)        | جيرمين أرناكتاويوك | 500,000    | 1 عملة معدنية . إصدار سبائك عادي                          |
| 2014 | ثعلب القطب الشمالي الفضي (دليل)  | موريس جيرفيه       | 7,500      | النسخة التجريبية لهذه العملة هي 1 أونصة وليس 1 أونصة      |
| 2014 | ثعلب القطب الشمالي الفضي (سبائك) | موريس جيرفيه       | 500,000    | 1 عملة معدنية . إصدار سبائك عادي                          |
| 2015 | الدب القطبي الفضي وشبله (دليل)   | سوزانا بلانت       | 7,500      | النسخة التجريبية لهذه العملة هي 1 أونصة وليس 1 أونصة      |
| 2015 | الدب القطبي والشبل الفضي (سبائك) | سوزانا بلانت       | 500,000    | 1 عملة معدنية . إصدار سبائك عادي                          |

### عملات أخرى من الفضة على شكل ورقة القيقب
| سنة  | وصف                              | الفنان (العكس، الوجه)                                   | ضرب النقود                        | وصف |
| ---- | -------------------------------- | ------------------------------------------------------- | --------------------------------- | --- |
| 2004 | منارة جزيرة سامبرو               | هيدلي دوتي وويليام وودروف                               | 18,476                            | عملة معدنية وزنها أونصة واحدة في صندوق، قيمتها الاسمية 20 دولارًا |
| 2005 | منارة جزيرة تورنتو               | بريان هيوز وويليام وودروف                               | 13,812                            | عملة معدنية وزنها أونصة واحدة في صندوق، قيمتها الاسمية 20 دولارًا |
| 2006 | ذئب الخشب الفضي                  | ويليام وودروف                                           | 106,800                           | عملة معدنية بوزن أونصة |
| 2010 | بيدفورت الفضية                   | النقاشات في دار سك العملة الملكية الكندية، سوزانا بلانت | 9000                              | عملة معدنية بوزن أونصة واحدة في صندوق - أول عملة بيدفورت من الفضة الخالصة على الإطلاق بتصميم ورقة القيقب |
| 2011 | ورقة القيقب إلى الأبد            | ديبي آدامز، سوزانا بلانت                                | 999                               | عملة معدنية وزنها كيلوغرام واحد، بقيمة 250 دولارًا، في صندوق خشبي من خشب القيقب |
| 2014 | نسخة السبائك                     | النقاشون في الكلية الملكية للموسيقى، سوزانا بلانت       | 20,000                            | إصدار مميز من تصميم سبائك الفضة الشهيرة على شكل ورقة القيقب، بدون علامة خاصة، عملة معدنية بوزن أونصة واحدة في صندوق |
| 2014 | أوراق القيقب البارزة             | لوك نورماندين، سوزانا بلانت                             | 2500                              | عملة معدنية وزنها 5 أونصات، بقيمة 50 دولارًا، غير لامعة، في علبة مطلية باللون الأحمر |
| 2015 | أوراق القيقب اللامعة             | ميشيل جرانت، سوزانا بلانت                               | 1500                              | عملة معدنية وزنها 5 أونصات، بقيمة 50 دولارًا، أول عملة فضية وزنها 5 أونصات على الإطلاق تتميز بصورة ثلاثية الأبعاد، في علبة مطلية باللون الأحمر                                                                                                 |
| 2016 | عملة سوبرمان الفضية              | غير متوفر                                               | مليون                             | نسخة من تصميم سبائك الفضة الشهيرة "ورقة القيقب"، مع علامة أمان سرية - ورقة قيقب صغيرة مع رقم 16 في المنتصف. عملة قانونية بوزن أونصة واحدة، بخطوط شعاعية على كلا الجانبين. بدلاً من ورقة القيقب، يوجد على الوجه الآخر توقيع سوبرمان "S-Shield". |
| 2017 | كندا 150 - أيقونات كندية         | تامي مايراند، سوزانا بلانت                              | 1500                              | عملة معدنية وزنها 5 أونصات، فئة 50 دولارًا، مطبوعة، عليها مجموعة من الأيقونات الحمراء تشكل ورقة قيقب (مع علامة كندا الخاصة الرسمية 150) |
| 2017 | أوراق القيقب الرائعة             | سيليا جودكين، سوزانا بلانت                              | غير متوفر                         | عملة معدنية وزنها 10 أونصات، فئة 50 دولارًا، عملة معدنية مغلفة |
| 2017 | رباعية أوراق القيقب              | سيليا جودكين، سوزانا بلانت                              | 7,500                             | 4 عملات معدنية مربعة، 4 × 3 دولارات، وجه عكسي، تعرض جميع العملات المعدنية الأربع معًا ورقة قيقب كبيرة |
| 2017 | كندا 150 - ورقة القيقب الأيقونية | النقاشون في الكلية الملكية للموسيقى، سوزانا بلانت       | 6000                              | عملة معدنية بوزن 2 أونصة، بقيمة 10 دولارات، بطبعة غير لامعة معدلة (بنمط محفور بالليزر) |
| 2018 | ورقة القيقب                      | النقاشون في الكلية الملكية للموسيقى، سوزانا بلانت       | 250,000 (؟)                       | عملة معدنية تزن أونصة واحدة، بقيمة 5 دولارات |
| 2020 | كراكن                            | النقاشون في الكلية الملكية للموسيقى، سوزانا بلانت       | غير محدود، غير معروف في هذا الوقت | مخلوقات الشمال |

### صورة ثلاثية الأبعاد لورق القيقب الفضي
| سنة  | سمة                                                   | فنان                                | ضرب النقود | ملاحظات خاصة                                                                                |
| ---- | ----------------------------------------------------- | ----------------------------------- | ---------- | ------------------------------------------------------------------------------------------- |
| 2001 | قيقب الحظ السعيد                                      | غير متوفر                           | 29,817     | أول عملة في سلسلة الهولوغرام الصينية                                                        |
| 2002 | الذكرى السنوية الخامسة عشرة لـ One Dollar Loon        | موظفو دار سك العملة الملكية الكندية | 29,970     | 5 دولارات                                                                                   |
| 2003 | الذكرى السنوية الخامسة عشرة لجائزة ورقة القيقب الفضية | موظفو الكلية الملكية للموسيقى       | 28,947     | مجموعة من 5 عملات معدنية - 1 أونصة، 1/2 أونصة، 1/4 أونصة، 1/10 أونصة، 1/20 أونصة            |
| 2003 | قيقب الحظ السعيد                                      | غير متوفر                           | 29,731     | العملة الثانية في سلسلة الهولوغرام الصينية                                                  |
| 2005 | قيقب الأمل                                            | توان نجوين                          | 19,888     | العملة الثالثة في سلسلة الهولوغرام الصينية                                                  |
| 2007 | بركات العمر الطويل                                    | جيان بينغ يوان                      | 15,000     | ليست 1 أونصة، ولكنها لا تزال من الفضة النقية                                                |
| 2009 | شجرة القيقب الحكمة                                    | مثال سيمون                          | 14,888     | فضة إسترلينية؛ العملة ليست ورقة القيقب الفضية الحقيقية                                      |
| 2010 | شجرة القيقب القوية                                    | مثال سيمون                          | 8,888      | فضة إسترلينية؛ العملة ليست ورقة القيقب الفضية الحقيقية                                      |
| 2011 | قيقب السعادة                                          | مثال سيمون                          | 8,888      | العودة إلى 1 أونصة من الفضة الخالصة؛ إنها ورقة القيقب الفضية الحقيقية                       |
| 2012 | شجرة القيقب من حسن الحظ                               | مجموعة ثلاث درجات الإبداعية         | 8,888      | أونصة واحدة من الفضة الخالصة. ورقة قيقب فضية حقيقية                                         |
| 2013 | شجرة القيقب للسلام                                    | مثال سيمون                          | 8,888      | أونصة واحدة من الفضة الخالصة. ورقة قيقب فضية حقيقية                                         |
| 2014 | شجرة القيقب طول العمر                                 | مثال سيمون                          | 8,888      | أونصة واحدة من الفضة الخالصة. العملة السادسة في السلسلة الشهيرة. القيمة الاسمية: ١٥ دولارًا. |
| 2015 | شجرة القيقب المزدهرة                                  | ألبرت نج                            | 8,888      | أونصة واحدة من الفضة الخالصة. العملة السابعة في السلسلة الشهيرة. القيمة الاسمية: ١٥ دولارًا. |

### ورقة القيقب الأولمبية
| سنة  | سمة                                                  | ضرب النقود |
| ---- | ---------------------------------------------------- | ---------- |
| 2008 | إنوكشوك                                              | 937,839    |
| 2009 | طائر الرعد                                           | 569,048    |
| 2010 | هوكي الجليد                                          | 79,278     |
| 2010 | هوكي الجليد، مطلي بالذهب في صندوق                    | 10,000     |
| 2010 | مجموعة من 3 عملات معدنية مطلية جزئيًا بالذهب في صندوق | 4000       |

## ملحوظات
1. ↑  The face value for coins in sets varies by their weight.
2. ↑  New security features were introduced in 2014

## روابط خارجية
- الموقع الرسمي لدار سك العملة الملكية الكندية
- قانون دار سك العملة الملكية الكندية نسخة محفوظة 2003-12-05 على موقع واي باك مشين.